# Цигани лете у небо
Цигани лете у небо (рус. Табор уходит в небо) совјетски је филмски мјузикл из 1975. који је режирао Емил Лотјану. Познат је као једно од најпопуларнијих остварења у историји совјетске кинематографије. Сценарио је заснован на мотивима приповедака „Макар Чудра” и „Старица Изергил” Максима Горког.
По жанру је мешавина драме и љубавног филма. Радња се одиграва почетком 20. века на истоку тадашње Аустроугарске и приказује живот лутајуће групе Рома. Главна јунакиња, коју тумачи Светлана Тома, је млада и лепа вештица и видарка Рада која има обичај красти срца мушкараца. Њен сусрет са поносним коњокрадицом Зобаром (чији лик тумачи Григоре Григорију) убрзо доводи до трагедије.
„Цигани лете у небо” се истицао за тадашње стандарде релативно високим буџетом, али је публика била највише привучена допадљивим песмама, темељеним на традиционалној ромској музици, коју је аранжирао композитор Еуген Дога и од којих ће многе постати евергрини. Запажен је наступ имала и молдавска глумица Светлана Тома, а који је укључивао и за тадашњу совјетску кинематографију прилично ретку сцену у којој се појављује голих груди. „Цигани лете у небо” је постигао изузетну гледаност, те га је, према службеним подацима, у СССР-у током оригиналне биоскопске дистрибуције видело 64,9 милиона гледалаца. Филм је, такође, стекао популарност и у другим земљама тадашњег Источног блока, пре свега у суседној Румунији, где је настао обичај да се редовно приказује на државној телевизији сваке године. Према њему су били склони и критичари, те је освојио Златну шкољку на Филмском фестивалу у Сан Себастијану, а 1977. и награду за режију на београдском ФЕСТ-у.

## Улоге
| Глумац             | Улога       |
| ------------------ | ----------- |
| Светлана Тома      | Рада        |
| Григоре Григорију  | Лојко Зобар |
| Барасби Мулајев    | Макар Чудра |
| Јон Сандри Скуреа  |             |
| Павел Андрејченко  |             |
| Сергију Финити     |             |
| Борислав Брондуков |             |
| Лајла Чорнаја      |             |